# Milzkalne
Milzkalne (ryska: Милзкалне) är en ort i Lettland.   Den ligger i kommunen Engures Novads, i den västra delen av landet, 50 km väster om huvudstaden Riga. Milzkalne ligger 33 meter över havet och antalet invånare är 689.
Terrängen runt Milzkalne är platt. Runt Milzkalne är det glesbefolkat, med 13 invånare per kvadratkilometer. Närmaste större samhälle är Tukums, 4,4 km väster om Milzkalne. I omgivningarna runt Milzkalne växer i huvudsak blandskog.